# Finala Cupei Campionilor Europeni 1967
Finala Cupei Campionilor Europeni 1967 a fost un meci de fotbal jucat între Internazionale din Italia și Celtic din Scoția. Celtic a câștigat cu 2-1. A avut loc pe Estádio Nacional în Portugalia.

## Detalii
| Celtic                   | 2 – 1  | Internazionale    |
| ------------------------ | ------ | ----------------- |
| Gemmell 42' Chalmers 79' | Report | Mazzola 8' (pen.) |

| Celtic | Internazionale |

| CELTIC:    |    |                   |
|            |    |                   |
| P          | 1  | Ronnie Simpson    |
| F          | 2  | Jim Craig         |
| F          | 5  | Billy McNeill (c) |
| F          | 6  | John Clark        |
| F          | 3  | Tommy Gemmell     |
| M          | 4  | Bobby Murdoch     |
| M          | 10 | Bertie Auld       |
| A          | 7  | Jimmy Johnstone   |
| A          | 8  | Willie Wallace    |
| A          | 9  | Stevie Chalmers   |
| A          | 11 | Bobby Lennox      |
| Antrenor:  |    |                   |
| Jock Stein |    |                   |

| INTERNAZIONALE: |    |                    |
|                 |    |                    |
| P               | 1  | Giuliano Sarti     |
| F               | 6  | Armando Picchi (c) |
| F               | 2  | Tarcisio Burgnich  |
| F               | 5  | Aristide Guarneri  |
| F               | 3  | Giacinto Facchetti |
| M               | 4  | Gianfranco Bedin   |
| M               | 10 | Mauro Bicicli      |
| M               | 11 | Mario Corso        |
| A               | 7  | Angelo Domenghini  |
| A               | 8  | Sandro Mazzola     |
| A               | 9  | Renato Cappellini  |
| Antrenor:       |    |                    |
| Helenio Herrera |    |                    |